# باز (شیمی)

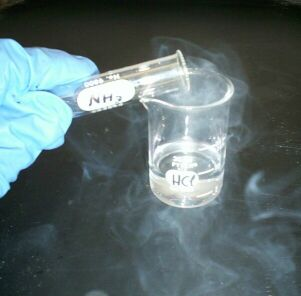
گاز آمونیاک که از محلول آبی آمونیم هیدروکسید در واکنش با هیدروکلریک اسید برای ساخت آمونیوم کلرید، خارج می‌شود.

باز (به فرانسوی: Base) ماده‌ای است که، محلول آبی آن یون‌های هیدروکسید (-OH) آزاد می‌کند، در صورت تماس لغزنده هستند، در صورت مزه کردن مزه تلخ دارند، وقتی با اسیدها واکنش دهند نمک تولید می‌کنند، باعث برانگیخته شدن برخی واکنش‌های شیمیایی می‌شوند (کاتالیز باز) و دریافت کننده پروتون از اهداکننده‌های پروتون هستند.
در تعریف دیگر، باز به هر ترکیب شیمیایی گفته می‌شود که وقتی در آب حل شود، به آن pH بیشتر از ۷٫۰ بدهد. سدیم هیدروکسید و آمونیاک نمونه‌هایی از بازهای ساده هستند.
باز نقطهٔ مقابل اسید است؛ چون اسیدها غلظت یون هیدرونیوم (+H3O) را در آب افزایش می‌دهند و بازها از غلظت این ماده می‌کاهند. واکنش بین یک باز و یک اسید را خنثی‌سازی می‌گویند.
اولین نظریه مدرن تعریف باز و اسید توسط سوانت آرنیوس ارائه شده‌است. طبق نظریه آرنیوس باز به صورت زیر تعریف می‌شود:
باز ماده ای است که در آب تجزیه می‌شود و یون‌های هیدروکسید (-OH) آزاد می‌کند. در نتیجه "باز" غلظت یون‌های هیدروکسید را در محلول آبی افزایش می‌دهد.
مطابق تعریف سوانت آرنیوس اسید نیز ماده‌ای است که در محلول آبی از هم جدا می‌شود و یون هیدروژن +H (یک پروتون) آزاد می‌کند.
واژه "base" نخستین بار توسط شیمی دان فرانسوی به نام  لوییس لمری مورد استفاده قرار گرفت 
برابر پارسی  واژه باز شخار است 

## خواص
خصوصیات عمومی باز عبارتند از:
- بازهای متمرکز شده یا قوی خورنده هستند و با مواد اسیدی به شدت واکنش نشان می‌دهند.
- محلول‌های آبی آن یا بازهای مذاب به یون‌ها تقسیم می‌شوند و رسانای الکتریسیته هستند.
- در واکنش‌ها با شاخص: بازها کاغذ قرمز لیتموس را به رنگ آبی درمی‌آورند، فنولفاتالین را صورتی، برگ بروموتیمول آبی را در رنگ طبیعی آبی خود نگه می‌دارند و متیل نارنجی رنگ را زرد می‌کنند.
- pH یک محلول بازی در شرایط استاندارد بیش از هفت است.
- بازها طعم تلخ دارند.

## مثال‌ها
برای قدرت بازی از معیارهای گوناگونی استفاده می‌شود. برای قدرت ابربازها معمولاً از پروتون‌خواهی استفاده می‌شود که با افزایش میزان آن، قدرت بازی نیز افزایش می‌یابد. ثابت تفکیک بازی در مقیاس لگاریتمی (pKb) معیار دیگری است که برخلاف پروتون‌خواهی، با کاهش pKb، قدرت بازی افزایش می‌یابد.

### قدرتمندترین بازها (ابربازها)
| نام                        | فرمول شیمیایی | پروتون‌خواهی (kJ·mol-۱) | یادداشت                                  |
| -------------------------- | ------------- | ---------------------- | ---------------------------------------- |
| دی‌آنیون اورتو-دی‌اتینیل‌بنزن | –C۱۰H۴۲       | ۱۸۴۳٫۳                 | قدرتمندترین باز شناخته‌شده از سال ۲۰۰۸    |
| دی‌آنیون متا-دی‌اتینیل‌بنزن   | –C۱۰H۴۲       | ۱۷۸۶٫۸                 | ایزومر ساختاری اورتو-DEB                 |
| آنیون لیتیم مونوکسید       | - LiO         | ۱۷۸۲                   | قدرتمندترین باز تا سال ۲۰۰۸              |
| دی‌آنیون پارا-دی‌اتینیل‌بنزن  | –C۱۰H۴۲       | ۱۷۸۰٫۷                 | ایزومر ساختاری اورتو-DEB                 |
| آنیون اتیل                 | - ۵C ۲H       | ۱۷۵۸                   |                                          |
| متانیدها                   | -C-           | ۱۷۴۳                   | در آب متان آزاد می‌کنند: TiC ،Be۲C ،Al۴C۳ |
| آنیون متیل                 | - ۳CH         | ۱۷۴۲                   | قدرتمندترین باز تا اکتشاف - LiO          |
| آنیون وینیل/اتنیل          | - ۳C ۲H       | ۱۷۰۴                   |                                          |
| آنیون هیدرید               | - H           | ۱۶۷۵                   |                                          |
| آنیون آمید/آزانید          | - ۲NH         | ۱۶۷۲                   |                                          |
| آنیون هیدروکسید            | - OH          | ۱۶۳۳٫۱                 |                                          |

### بازهای ضعیف
| نام               | فرمول شیمیایی | pKb   |
| ----------------- | ------------- | ----- |
| آنیون فلوئورید    | - F           | ۱۰٫۸  |
| پتاسیم فرمات      | KCOOH         | ۱۰٫۲۵ |
| سدیم هیپوکلریت    | NaClO         | ۶٫۴۸  |
| آمونیاک           | ۳NH           | ۴٫۷۵  |
| آمونیوم هیدروکسید | NH ۴OH        | ۴٫۷۵  |
| متیل آمین         | CH۵N          | ۳٫۳۶  |

## کاربرد بازها
- سدیم هیدروکسید در تولید صابون، کاغذ و فیبر مصنوعی استفاده می‌شود.
- کلسیم هیدروکسید (آهک خرد شده) در تولید پودر سفید کننده استفاده می‌شود.
- کلسیم هیدروکسید همچنین برای تمیز کردن دی‌اکسید گوگرد استفاده می‌شود که از خروجی دودکش نیروگاه‌ها و کارخانه‌ها ایجاد می‌شود.
- منیزیم هیدروکسید به عنوان یک آنتی اسید برای خنثی کردن اسید بیش از حد در معده و درمان سوء هاضمه استفاده می‌شود.
- سدیم کربنات به عنوان محلول شستشو و برای نرم کردن آب سخت مورد استفاده قرار می‌گیرد.
- سدیم هیدروژن کربنات به عنوان سودا در پخت و پز غذا، برای ساخت بکینگ پودر و به عنوان یک ضد اسید برای درمان سوء هاضمه و در کپسول آتش‌نشانی نوع سودا اسید استفاده می‌شود.
- آمونیوم هیدروکسید برای حذف لکه‌های گریس از لباس استفاده می‌شود.